# Подравска Мославина
Подравска Мославина (до 1991. Мославина Подравска) је насељено место и седиште општине у славонској Подравини, Осјечко-барањска жупанија, Република Хрватска.

## Историја
До територијалне реорганизације у Хрватској налазила се у саставу бивше велике општине Доњи Михољац.

## Становништво
На попису становништва 2011. године, општина Подравска Мославина је имала 1.202 становника, од чега у самој Подравској Мославини 798.

## Попис1991.
На попису становништва 1991. године, насељено место Мославина Подравска је имало 946 становника, следећег националног састава:
| Попис 1991.‍  | Попис 1991.‍  | Попис 1991.‍ | Попис 1991.‍ | Попис 1991.‍ |
| ------------ | ------------ | ----------- | ----------- | ----------- |
|              |              |             |             |             |
| Хрвати       | Хрвати       |             | 935         | 98,83%      |
| Југословени  | Југословени  |             | 3           | 0,31%       |
| Албанци      | Албанци      |             | 1           | 0,10%       |
| Мађари       | Мађари       |             | 1           | 0,10%       |
| неопредељени | неопредељени |             | 1           | 0,10%       |
| непознато    | непознато    |             | 5           | 0,52%       |
| укупно: 946  |              |             |             |             |